# Thema (muziek)
In de muziek is een thema een herkenbare muzikale zin of frase of melodie die als uitgangspunt dient voor de verdere muzikale compositie.
Het thema kan letterlijk worden herhaald, maar ook in tegenbeweging, of gespiegeld. Ook worden variaties in de lengte van de noten gebruikt.
Een thema kan een motief in zich herbergen. Een voorbeeld van motief en thema is het begin van Beethovens vijfde symfonie. Daarin wordt een motief tot thema uitgebreid.
Een thema kan ook een afgerond geheel vormen, waarop bijvoorbeeld een serie aansluitende variaties wordt geschreven. Een voorbeeld van een dergelijk 'thema met variaties' vormt het laatste deel van de Pianosonate nr. 32 van Ludwig van Beethoven.
In muziek kan een 'thema' ook een meer algemene betekenis hebben, zodat bijvoorbeeld een compositie een bepaald thema belicht. (Zo is in Die Schöpfung van Haydn de schepping het 'thema' van de compositie als geheel). Het betreft dan dus muziek die over een bepaald thema gaat.

## "Theme" in de populaire muziek
Het Engelse woord theme wordt in de popmuziek gebruikt om veelal instrumentale stukken aan te duiden. Voorbeelden van themes zijn Barry Whites Love's theme, Isaac Hayes' Theme from Shaft, Diana Ross' Theme from Mahogany en Jan Hammers Crockett's Theme